# 史丹福橋球場
史丹佛橋球場（英語：Stamford Bridge Stadium）是位於英格蘭大倫敦哈默史密斯-富勒姆区的足球場，容量為41,631人，是英超俱樂部切爾西的主場館。

## 看臺

### 東看臺
容量：10,925 人，是最古老的看臺，位於球場東側。底座有三層，是球場的中心，有進場隧道、更衣室、會議室、新聞中心和行政套房。

### 西看臺
容量：13,500 人，位於球場西側。底座有三層，容納一層包廂。包廂也被稱為千年包廂，每個包廂以前切爾西球員命名：
- tambling包廂（Bobby Tambling）
- Clarke包廂（Steve Clarke）
- Harris包廂（Ron Harris（英语：Ron Harris (footballer)））
- Drakes包廂（Ted Drake）
- Bonetti包廂（Peter Bonetti）
- Hollins包廂（John Hollins）

### 马修哈丁看臺
容量：10,884 人，以前被稱為北看臺。它以前切爾西領隊马修哈丁命名。

### 舒赫特看臺
容量：6,831 人。

## 交通
乘坐倫敦地鐵在富勒姆大道站下車後步行3分鐘便可到達。球會除了擁有球場之外，在球場附近亦興建了兩間酒店及一個名為「切爾西村」（Chelsea Village）的地方。

## 入場人數

### 历史赛季平均每场入场人数
- 1992–93: 18,755
- 1993–94: 19,211
- 1994–95: 21,062
- 1995–96: 25,598
- 1996–97: 27,617
- 1997–98: 33,387
- 1998–99: 34,571
- 1999–00: 34,532
- 2000–01: 34,700
- 2001–02: 38,834
- 2002–03: 39,784
- 2003–04: 41,234
- 2004–05: 41,870
- 2005–06: 41,902
- 2006–07: 41,909
- 2007–08: 41,397
- 2008–09: 41,590
- 2009–10: 41,425
- 2010–11: 41,435
- 2011–12: 41,478
- 2012–13: 41,462
- 2013–14: 41,490
- 2014–15: 41,546
- 2015–16: 41,500
- 2016–17: 41,508
- 2017–18: 41,282

### 最多入場人數
82,905人 (1935年10月12日)

## 圖集

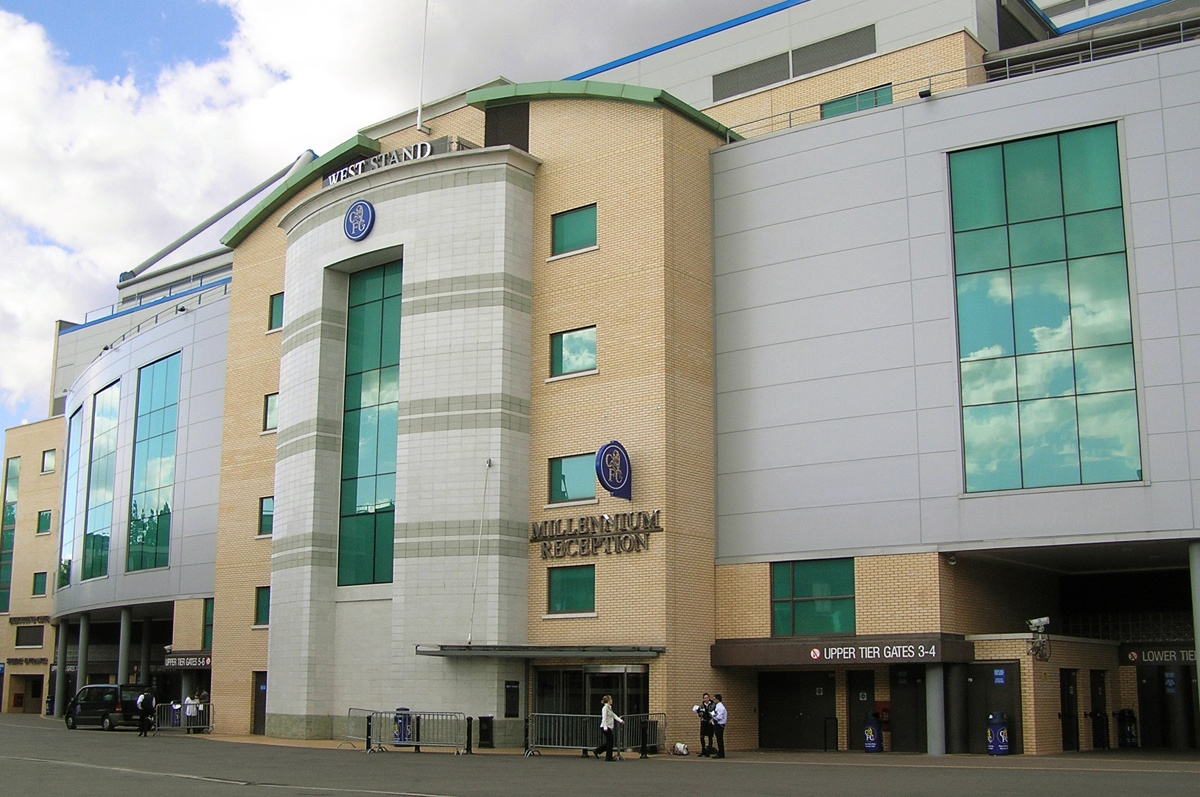
西看臺新入口
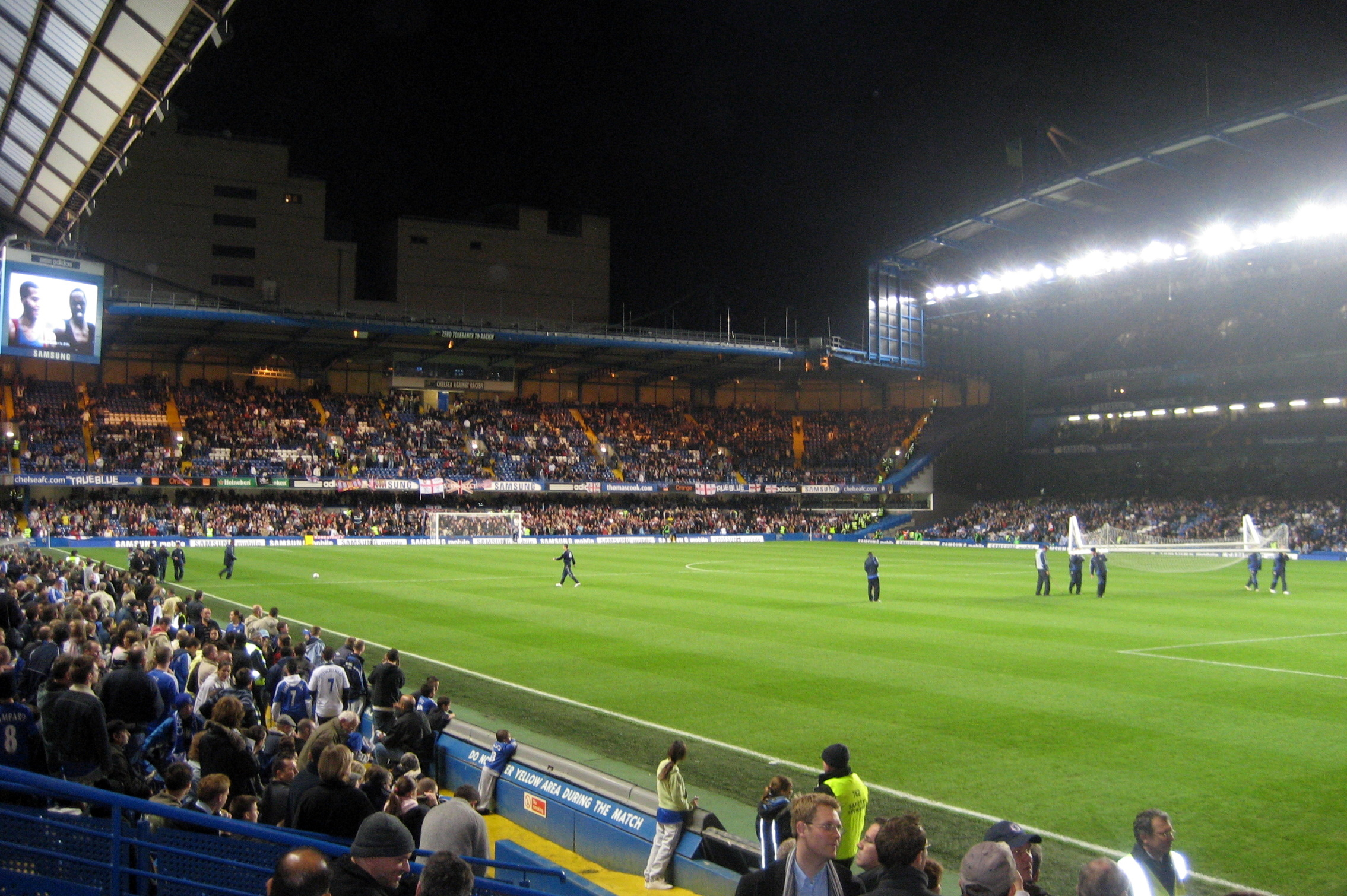
舒赫特看臺
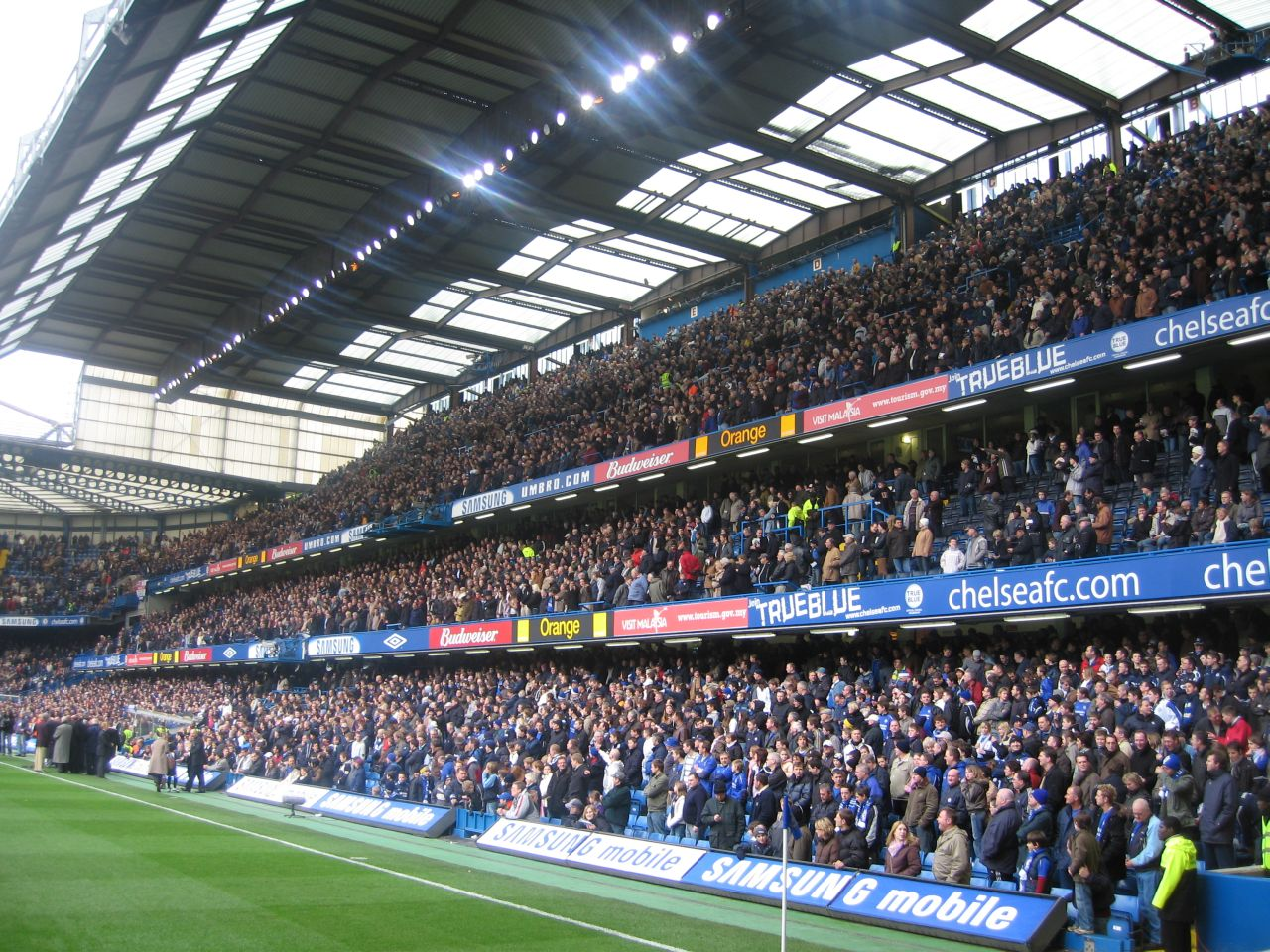
東看臺
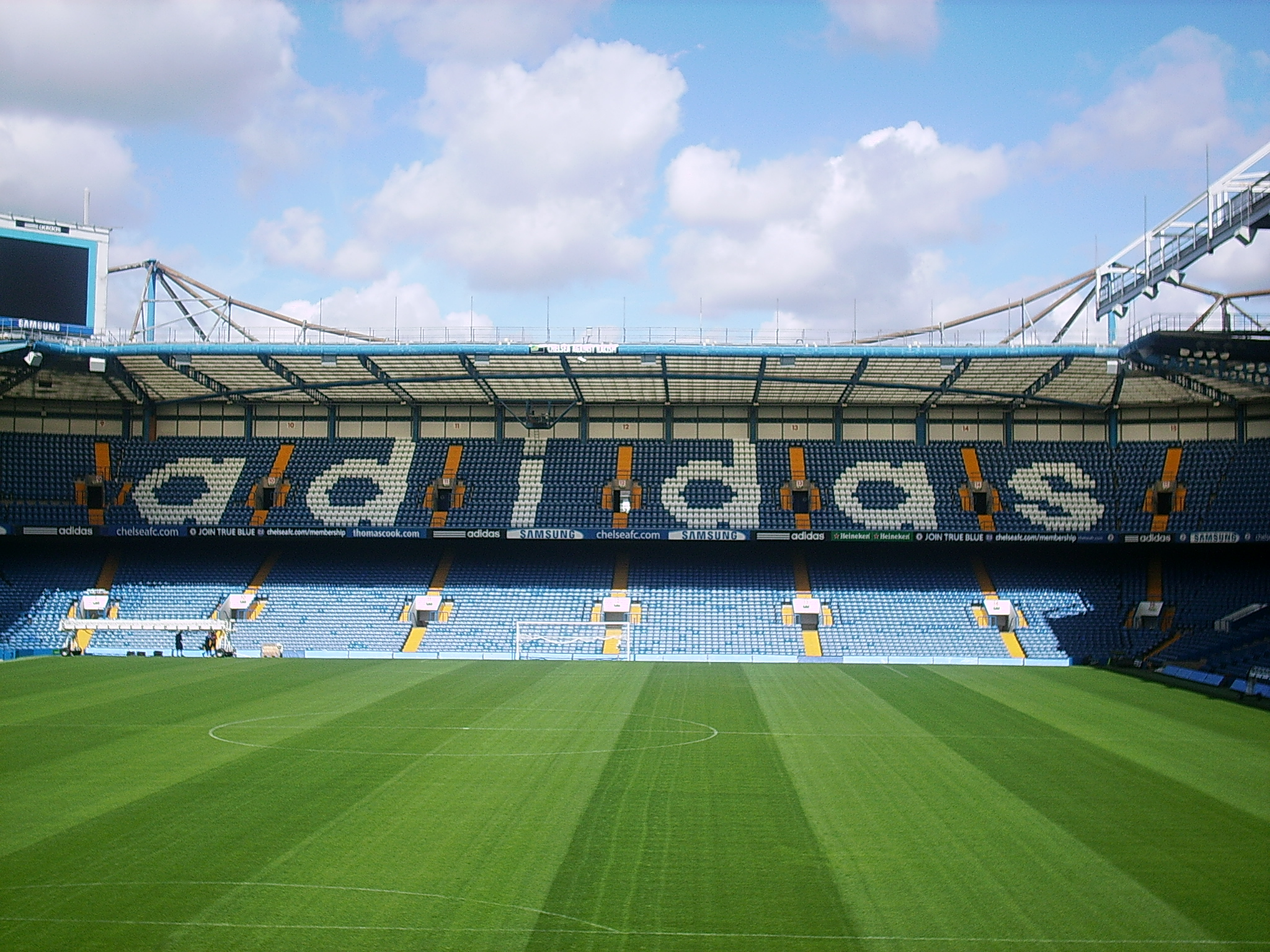
馬修哈丁看臺
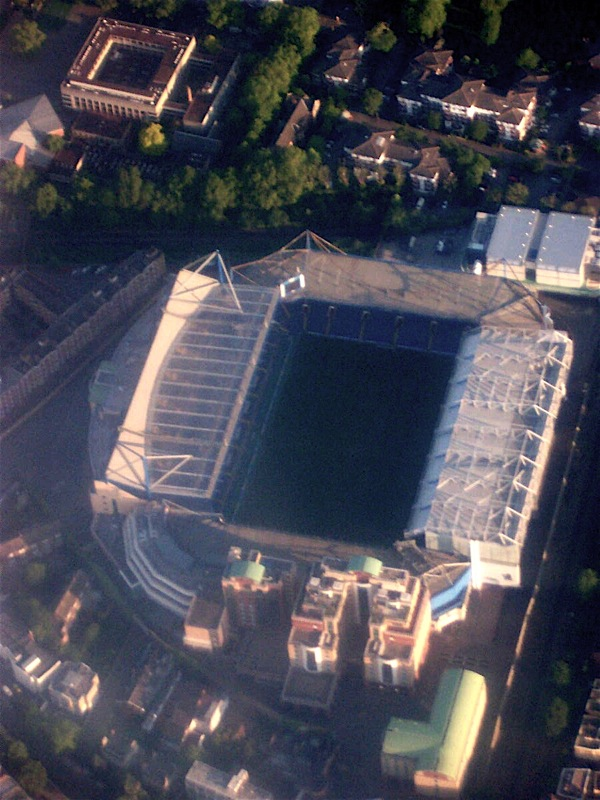
史丹佛橋鸟瞰